# Гнівань
Гні́вань — місто в Україні, адміністративний центр Гніванської міської громади Вінницького району Вінницької області.

## Географія
Місто розташоване у західній частині Вінницького району на лівому березі річки Південний Буг. Висота над рівнем Чорного моря — 252 м, а від точки води Південного Бугу — 227,6 м. Місто знаходиться за 368 км від витоку річки. Крім Південного Бугу, тут протікають річки Витавка та Чистина. Відоме своїми гранітними кар'єрами, сировину з яких постачають у різні частини України та навіть за кордон.

## Історія

### Гнівань
Сучасне місто Гнівань отримало свою назву від села Гнівань, яке виникло у XVIII столітті, але з часом було поглинуте селом Селище. У селі Селище досі збереглися такі назви, як річка «Гніванка», урочище «Гнівань» та вулиця Редькова Штанина, яка колись теж мала назву Гнівань. Всі вони знаходяться в центральній частині села, за 3 км від Гнівані.
Датою першої письмової згадки про місто і понині помилково вважається 1629 рік. Цьому сприяла згадка 1629 року, як дати заснування, у багатотомному виданні «Історія міст і сіл Української РСР», що було видане протягом 1968—1973 років Інститутом історії НАН України. Автори посилаються на запис у книзі польського історика Александра Яблоновського «Źródła dziejowe»,що була видана у 1897 році:
«На річці Буг нижче Вінниці знаходиться містечко Черленків, яке належить до Вінницького староства і є гніздом роду Черленківських, до якого під кінець першої чверті XVII століття (1629) належало все довкола, включаючи з правого боку Бугу села Бохоники і Ровець, по ліву — Юрківці, Комарів, Селище, Гнівань, Яришівка, Гриженці».
Однак у книзі Яблоновського в контексті мова йде про населенні пункти, що існували в тих місцях на момент написання книги (кінець 1800-х років), так як у 1629- му Селище знаходилось на правому березі Бугу, а до володінь Черленковських входили ще два, зниклі у 18-му столітті села : Неродинці та Іванівка Посилання багатьох джерел на Подимний реєстр Брацлавського воєводства 1629 року не відповідають дійсності, оскільки Гнівань у даному реєстрі не згадується.. У відомих документах XVII століття, в тому числі податкових реєстрах, жодної згадки про населений пункт з назвою Гнівань немає.
Взагалі автори «Історії міст і сіл Української РСР» вкрай недбало підійшли до висвітлення історії Гнівані. Так, після фрази «Поселення Гнівань виникло в давнину. Його не раз спустошували татари», вказано посилання на історію села Жеребилівка, Могилів-Подільського району
Перша відома згадка про населений пункт з назвою Гнівань, згідно книги ``Herbarz Polski ``авторства Адама Бонєцкого та Артура Рейського, відноситься до 1721 - го року.
Однак слід пам'ятати, що поселення  Гнівань, до кінця 19 - го століття знаходилось на місці сучасного села Селище і з сучасним містом Гнівань має лише спільну назву.
Поселення в межах сучасного міста Гнівань, окрім території села Витава, виникло завдяки прокладенню залізниці Київ — Одеса у 1870 році (саме тоді відкрита залізнична станція отримала назву найближчого населеного пункту — села Гнівань) та одному з найбільших землевласників на Поділлі Юзефу(Йосипу) Ярошинському. У 1872 році Юзеф Ярошинський купує у власника с. Селище Тита Щеньовського  цукроварню, а в наступному році і ділянку землі для будівництва власного цукрового заводу. Вже 17 травня 1874 року реєструється Акціонерне товариство цукрового та рафінадного заводів ''Гнівань'', обладнання цукровні з Селищ перевозиться в Гнівань, монтується і уже в 1874 році гніванська цукровня запрацювала З часом, з тимчасових жител робітників з навколишніх сіл, виростає робітниче містечко.
У другій половині XIX століття розпочато широку розробку гніванського граніту для потреб місцевого будівництва. Наприкінці 19 ст. виробництво каменю і щебеню становило 20 тис. м³ на рік.
Наприкінці XIX століття у зв'язку з побудовою Південно-Західної залізниці населення Гнівані починає швидко зростати. Земля села і його околиць налічувала до 3000 десятин, яку поміщик Ярошинський продавав (по 0,15 га) робітникам, що працювали на прокладанні залізничної колії та на цукровому заводі і каменоломнях.
У 1913—1938 роках Гнівань — волосний центр З 1938 року — селище міського типу.
У 1981 році Гнівань отримало статус міста.
У 2017 році утворена Гніванська об'єднана територіальна громада, яка налічує 4 адміністративні одиниці — місто Гнівань та села Грижинці, Демидівка, Могилівка, з адміністративним  центром в  м. Гнівань. До об'єднання місто було у районному підпорядкуванні з часу присвоєння йому статусу міста (11 грудня 1981 року). Місто утворене на базі територій селища міського типу Гнівань, сусідніх сіл Витава та Витавська Слобідка. З 2017 року Гнівань — адміністративний центр Гніванської ОТГ.

### Витава
Перші історичні згадки про село Витаву відносяться до 1569 року. У 1569 році власник Витави - шляхтич  Василь Житинський, присягає у Брацлавському замку на вірність королю. Пізніше власниками села були Никифор Комар 1590, Ян Кошко 1591, Василь Калесовський 1592, Василь Гулевич 1593, Андрій Гулевич 1596, Іван Житинський 1600—1612 рр., Ян Верейський, Степан Лозка, Федір Семашко, Анна Комарівна, Настасія Красносельська, Іван та Гордій Житинські 1612—1629 рр. Частину місцевості, де розташоване село Витава, і по сьогодні називають Буртами. Колись це була повністю заболочена земля. Щоб її осушити, довелось копати спеціальні водовідвідні рови. Таким чином, з часом рівень ґрунтових вод понизився, а зайва вода стала стікала по тих ярах у річку, яка отримала назву Витавка.
У 1964 року став до ладу Гніванський шиноремонтний завод. У 1969 році розпочалося виробництво найбільшого в Європі Гніванського заводу спецзалізобетону. За час незалежності майже повністю припинили свою діяльність Гніванський цукровий завод, Гніванський підшипниковий завод, Гніванський молокопереробний завод. Значна кількість населення постійно працює за кордоном. Розробка гранітів ведеться і понині. Глибина кар'єру понад 150 м. Наявний кар'єр згубно впливає на екологічну ситуацію в місті.

## Населення
Населення Гнівань становить 12 191 осіб на 11.10.2022 року.

### Національний склад
Розподіл населення за національністю за даними перепису 2001 року:
| Національність  | Відсоток |
| --------------- | -------- |
| українці        | 94.26%   |
| росіяни         | 4.02%    |
| поляки          | 0.64%    |
| білоруси        | 0.32%    |
| євреї           | 0.16%    |
| вірмени         | 0.13%    |
| інші/не вказали | 0.47%    |

### Мова
Розподіл населення за рідною мовою за даними перепису 2001 року:
| Мова            | Кількість | Відсоток |
| --------------- | --------- | -------- |
| українська      | 12378     | 96.31%   |
| російська       | 428       | 3.33%    |
| білоруська      | 12        | 0.09%    |
| вірменська      | 10        | 0.08%    |
| польська        | 2         | 0.02%    |
| румунська       | 1         | 0.01%    |
| інші/не вказали | 21        | 0.16%    |
| Усього          | 12852     | 100%     |

## Освіта та культура
У місті працює три загальноосвітні школи, музична школа, позашкільний навчальний заклад та професійно-технічний ліцей, міський Будинок культури.

## Пам'ятники
- Костел Святого Йосифа.
- Пам'ятник Тарасу Шевченку.

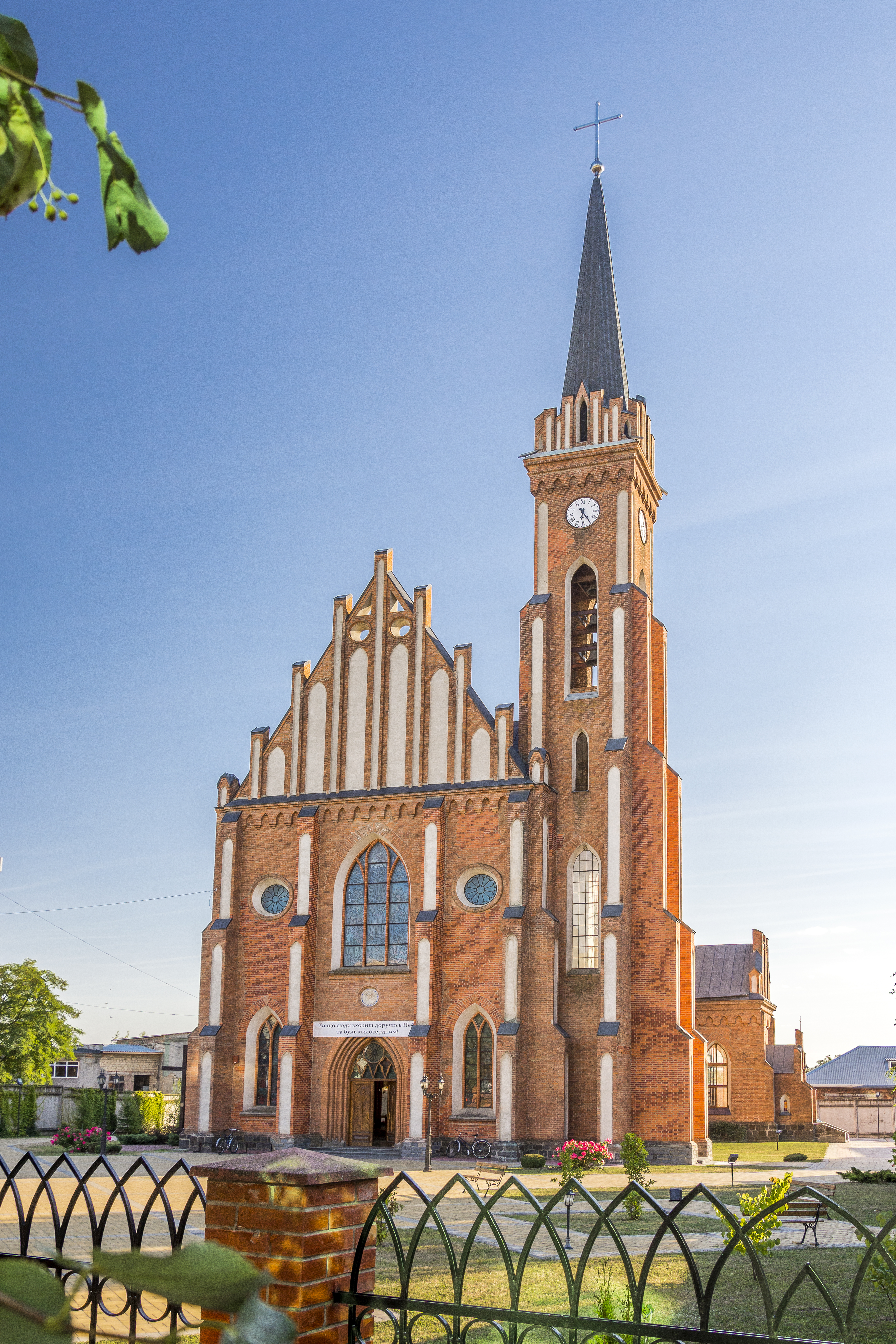
Костел Святого Йосифа

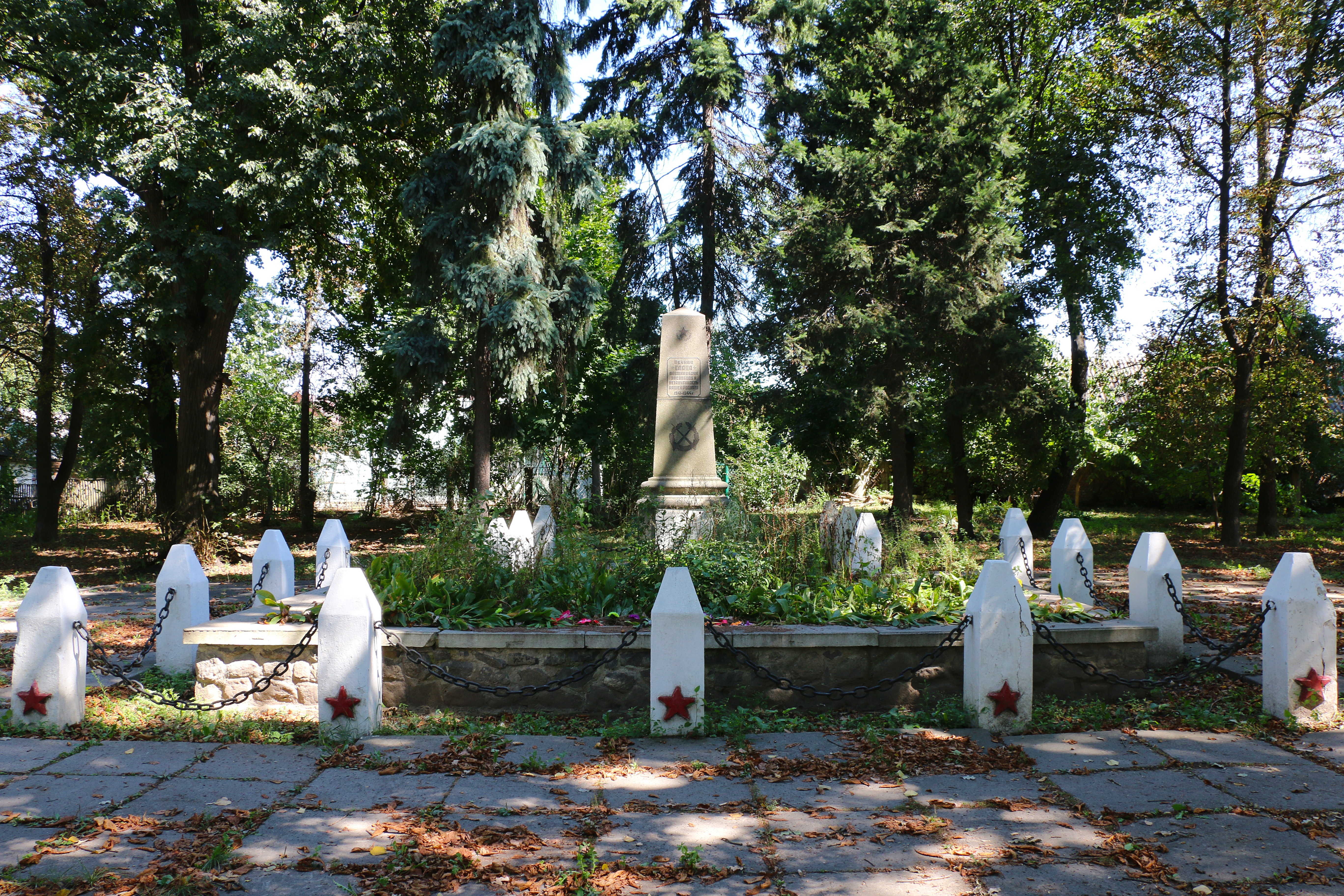
Братська могила 92-х воїнів радянської армії, полеглих при звільненні міста

- Меморіал полеглим на війні воїнам.
- Братська могила 19 танкістів, загиблих при звільненні міста.
- Братська могила 92 воїнів радянської армії, які загинули при звільненні міста.
- Братська могила 155 радянських воїнів, що загинули при обороні та звільненні міста.
- Могила Г. І. Мельника і пам'ятник 231 воїну-односельцю, загиблому на фронтах Другої світової війни.
- Пам'ятний знак радянським військовополоненим.
- Пам'ятник 95 воїнам-односельчанам, загиблим на фронтах Другої світової війни.

## Транспортне сполучення

### Залізниця

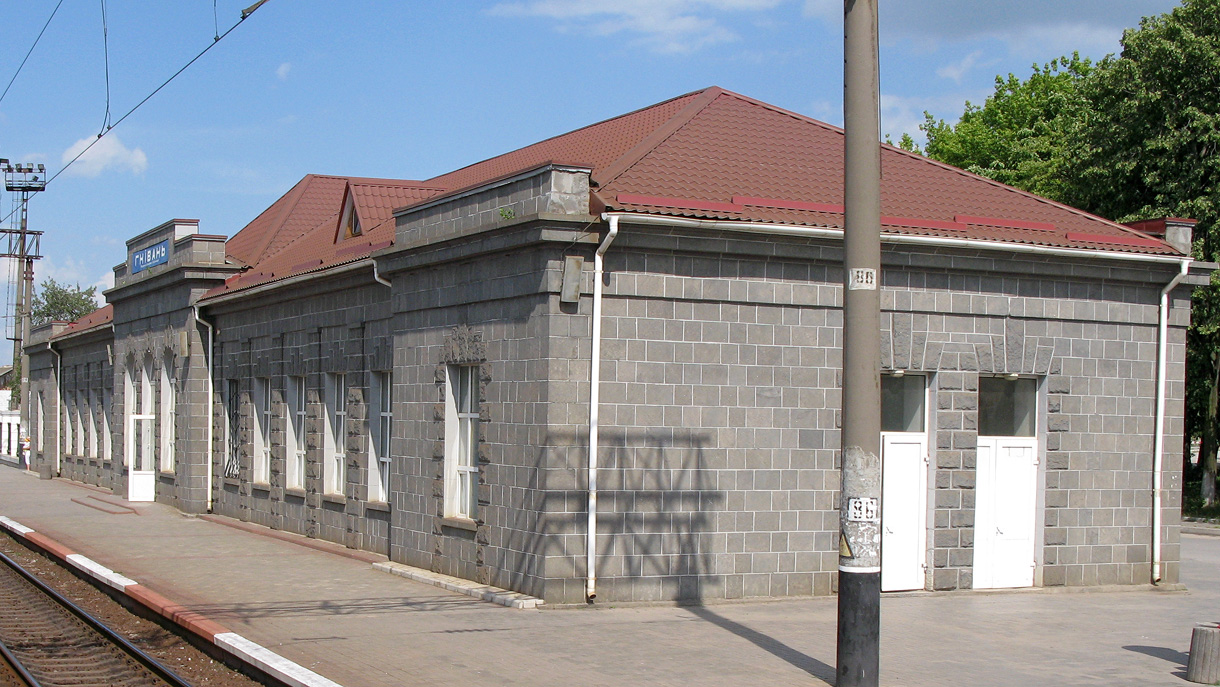
Вокзал станції Гнівань

Через Гнівань проходить залізниця. У місті знаходиться станція, де зупиняється частина швидких пасажирських поїздів далекого сполучення, в тому числі два поїзди міжнародного сполучення, та всі приміські поїзди.
Час руху приміським електропоїздом до Вінниці — 25-30 хв, до Браїлова — 15 хв, до Жмеринки — 30 хв, що дає можливість частині мешканців щодня їздити на роботу.
Найближчі вузлові станції — Жмеринка, Вінниця, Калинівка I, Козятин I, Хмельницький.
У Гнівані навантажуються вантажні вагони з сировиною, що добута з кар'єру, та іншими вантажами.

### Автошляхи
З Гнівані розходиться кілька доріг місцевого значення на: Вінницю, Ворошилівку, Тиврів, Вороновицю, Могилівку, Браїлів, Жмеринку. Автобусне сполучення розвинуте посередньо. Автобуси на Вінницю курсують на «Західний автовокзал» або до к/ст. «Електромережі». Час в дорозі складає 25-30 хвилин.

## Відомі особи
- Балибердін Володимир Іванович — український ювелір. Член Національної спілки художників України (з 1987 року). Народний майстер декоративно-ужиткового мистецтва (1972).
- Вапняр Олександр Васильович (1977—2015) — старший лейтенант Збройних сил України. Кавалер Ордена Богдана Хмельницького III ступеня.
- Косович Іван-Олександр Петрович — священник УГКЦ, капелан УГА. Помер у місті.
- Маркова Олена Олексіївна (1930—2000) — заслужений діяч науки і техніки України, доктор медичних наук, професор, зав.каф. патологічної фізіології Тернопільського державного медичного університету ім. І. Я. Горбачевського (1975—1996), засновник та перший працівник кафедри, очільник тернопільської школи патофізіологів
- Марценюк Валерій Пантелеймонович  — український письменник, журналіст, науковець. Проживав в селі Витава з 1960 до 1974 року.[12]
- Марценюк Пантелій Іванович  — автор історико-біографічної повісті «Над Бугом-рікою». Працював в школі села Витава з 1960 по 1972 рік.[13]
- Сокольський Руслан Васильович (1982—2022) — підполковник збройних сил України, учасник російсько-української війни.
- Стебельська Аріадна — український літературознавець, літературний критик.
- Соболтинський Тадеуш Львович,1890 р.н., м. Гнівань, поляк, із робітників, освіта початкова, статистик гранітного кар'єру, одруж., 3 дітей. Арешт. 21.08.1937 р. Звинувач. за ст. 54–10 КК УРСР. За рішенням Нарк. ВС і Прокур. СРСР від 10.11.1937 р. розстріляний 19.11.1937 р. Реабіл. 03.10.1958 р.[14]
- Шухова Елеонора Василівна (1931) — український педагог, методист, старший науковий співробітник лабораторії хімічної та біологічної освіти Інституту педагогіки Академії педагогічних наук України.

## Міста-побратими
- Колоньо-аль Серіо, Італія.[15]

## Цікаві факти
- «Camino Podolico» — це подільський шлях святого Якова, який поєднує міста: Вінниця, Бар та Кам'янець-Подільський, а також шлях включає Гнівань, як один з етапів маршруту.[16]